# Області темряви (фільм)
«Області темряви» (англ. Limitless, дослівно укр. Безмежний, також знаний як Безмежний розум: Області пітьми) — американський науково-фантастичний трилер режисера Ніла Берґера, що вийшов 2011 року. У головних ролях Бредлі Купер, Еббі Корніш, Роберт де Ніро. Стрічку знято на основі роману Алана Ґлінна. За мотивами фільму знято однойменний серіал.
Сценаристом і продюсером була Леслі Діксон. Вперше фільм продемонстрували 8 березня 2011 року у Нью-Йорку, США. В Україні у кінопрокаті прем'єра фільму відбулася 31 березня 2011.

## Сюжет
Едді Морра — письменник із труднощами в Нью-Йорку. Його дівчина Лінді, розчарована його недостатнім прогресом (а також уявною відсутністю амбіцій, мотивації та цілеспрямованості), розлучається з ним. Едді зустрічає Вернона, брата його колишньої дружини Мелісси, який дає йому зразок нового ноотропу під назвою NZT-48, який, за словами Вернона, допоможе Едді з його «творчими проблемами». Під час прийому препарату Едді виявляє, що набув ідеальної пам’яті та здатний аналізувати найдрібніші деталі та інформацію з неймовірною швидкістю. Коли таблетка починає діяти, на нього кричить дружина господаря. Завдяки своїй новій владі він заспокоює її, допомагає їй із домашнім завданням у юридичній школі та спить з нею. Його здібності змушують його наводити лад у квартирі та надихають його на написання книги.
Незабаром після цього Вернона вбиває хтось, хто шукає наркотик. Едді знаходить запаси Вернона і приймає все більші дози. Коли його життя покращується, він вирішує почати інвестувати у фондовий ринок. Його наймають у брокерську фірму та відновлюють стосунки з Лінді. Його успіх призводить до зустрічі з фінансовим магнатом Карлом Ван Луном, який випробовує його, шукаючи поради щодо злиття з компанією Хенка Етвуд. Після зустрічі Едді відчуває 18-годинну втрату пам’яті, яку він називає «пропуском часу». Наступного дня під час зустрічі з Ван Луном Едді бачить телепередачу новин про те, що жінку вбили в її готельному номері. Едді впізнає в ній жінку, з якою він спав під час пропуску часу, і раптово залишає зустріч.
Едді розуміє, що всі, хто приймає NZT-48, або госпіталізовані, або мертві. Виявляється, за ним стежив чоловік у плащі. Лінді каже Едді, що не може бути з ним, поки він приймає наркотики. Едді експериментує з NZT-48 і вчиться контролювати його дозування, графік сну та споживання їжі, щоб запобігти побічним ефектам. Він наймає лабораторію, щоб спробувати розробити наркотик, адвоката, щоб утримати поліцію від розслідування смерті Вернона чи жінки, і двох охоронців, щоб захистити його від Геннадія, лихваря, який погрожує йому отримати більше NZT-48.
У день злиття Етвуд впадає в кому. Едді впізнає водія Етвуд як людину в плащі та розуміє, що Етвуд на NZT-48. Поки Едді бере участь у поліцейській колоні, його адвокат викрадає запас таблеток Едді з кишені його куртки. Едді починає відмовлятися, і поки Ван Лун розпитує його про кому Етвуд, Едді отримує посилку, у якій виявлено відрубані руки його охоронців. Він поспішає додому і замикається, перш ніж Геннадій вривається в квартиру Едді, вимагаючи ще NZT-48. Геннадій хизується своїми здібностями, вводячи собі NZT-48, пояснюючи, що вводячи його безпосередньо в кров, ефект триває довше, а симптоми відміни зменшуються. Коли Геннадій погрожує випотрошити його, Едді хапає власний ніж і вбиває Геннадія. Потім Едді споживає кров Геннадія, щоб проковтнути NZT-48 у крові. Це знову дає Едді розумові здібності наркотику, і він може вбити решту поплічників. Потім він зустрічається з чоловіком у плащі, припускаючи, що Етвуд найняла цього чоловіка, щоб знайти більше NZT-48. Коли Етвуд помирає, двоє повертають схованку Едді з квартири його адвоката.
Через рік Едді зберіг своє багатство, видав книгу та балотується до Сенату США . Ван Лун відвідує його та розповідає, що він поглинув компанію, яка виробляла NZT-48, і закрив лабораторію Едді, і обидва визнають, що Едді, ймовірно, одного разу стане президентом Сполучених Штатів, тому Ван Лун пропонує Едді продовжити постачання препарату в обмін на те, що Едді стає його політичною підтримкою. Едді каже Ван Луну, що він уже вдосконалив препарат і відвик від нього, зберігши свої здібності без побічних ефектів. Зазнавши поразки, Ван Лун йде.
Едді йде обідати з Лінді. Після того, як Едді вільно розмовляє з офіціантом по-китайськи, Лінді підозріло дивиться на Едді, думаючи, чи справді він не купує NZT-48. Він дивиться на Лінді й каже: "Що?"

## У ролях
| Актор            | Персонаж                                             | Роль                   |
| ---------------- | ---------------------------------------------------- | ---------------------- |
| Бредлі Купер     | Едвард «Едді» Морра (англ. Edward "Eddie" Morra)     | письменник з Нью-Йорку |
| Еббі Корніш      | Лінді (англ. Lindy)                                  | дівчина Едді           |
| Роберт де Ніро   | Карлос «Карл» ван Лун (англ. Carlos "Carl" Van Loon) | бізнес-магнат          |
| Анна Фріл        | Мелісса Ґант (англ. Melissa Gant)                    | колишня дружина Едді   |
| Джонні Вітворт   | Вернон Ґант (англ. Vernon Gant)                      | брат Мелісси           |
| Річард Бекінс    | Генрі «Генк» Етвуд (англ. Henry "Hank" Atwood)       | бізнесмен              |
| Роберт Джон Берк | Дональд «Дон» Пірс (англ. Donald "Don" Pierce)       |                        |
| Ендрю Говард     | Генадій (англ. Gennady)                              | лихвар                 |

## Сприйняття

### Критика
Фільм отримав загалом позитивні відгуки: Rotten Tomatoes дав оцінку 70 % на основі 186 відгуків від критиків (середня оцінка 6,4/10) і 73 % від глядачів із середньою оцінкою 3,7/5 (101,350 голосів). Загалом на сайті фільми має позитивний рейтинг, фільму зарахований «стиглий помідор» від кінокритиків і «попкорн» від глядачів, Internet Movie Database — 7,3/10 (248 026 голосів), Metacritic — 59/100 (37 відгуків критиків) і 7,2/10 від глядачів (286 голосів). Загалом на цьому ресурсі від критиків фільм отримав змішані відгуки, але від глядачів — позитивні.
Український кінопортал Kino-teatr.ua поставив фільму 8,97/10 на основі 35 голосів, а Кінострічка.Com — 8,84/10 (43 голоси).

### Касові збори
Під час показу у США, що розпочався 18 березня 2011 року, протягом першого тижня фільм показали у 2,756 кінотеатрах і він зібрав $18,907,302, що на той час дозволило йому зайняти 1 місце серед усіх прем'єр. Фільм зібрав у прокаті у США $79,249,455, а у решті світу $90,490,000, тобто загалом $161,849,455 при бюджеті $27 млн. Від продажу DVD-дисків було виручено $11,823,928.
Під час показу в Україні, що стартував 31 березня 2011 року, протягом першого тижня фільм показали у 29 кінотеатрах і він зібрав $125,087, що на той час дозволило йому зайняти 3 місце серед усіх прем'єр. В Україні фільм загалом зібрав $275,875.

### Нагороди і номінації[13]
| Рік  | Нагорода                                                            | Категорія                               | Номінант           | Результат |
| ---- | ------------------------------------------------------------------- | --------------------------------------- | ------------------ | --------- |
| 2011 | Teen Choice Awards                                                  | Вибір актора фільму: драма              | Бредлі Купер       | Номінація |
| 2011 | Teen Choice Awards                                                  | Вибір фільму: драма                     | стрічка            | Номінація |
| 2011 | World Soundtrack Awards                                             | Відкриття року                          | Пол Леонард-Морґан | Номінація |
| 2012 | Нагорода Американського товариства композиторів, авторів і видавців | Найкращий фільм за касовими зборами     | Пол Леонард-Морґан | Перемога  |
| 2012 | Премія «Сатурн»                                                     | Найкращий науково-фантастичний фільм    | стрічка            | Номінація |
| 2012 | Golden Trailer Awards                                               | Найкраща графіка у телевізійному ролику | стрічка            | Номінація |
| 2012 | Премія «Вибір народу»                                               | Улюблений драматичний фільм             | стрічка            | Номінація |

### Виноски
1. 1 2 3  Limitless: Release Info (англ.). Internet Movie Database. Процитовано 3 жовтня 2013.
2. 1 2 3  Безмежний розум: Області пітьми. Kino-teatr.ua. Процитовано 3 жовтня 2013.
3. 1 2  Limitless (англ.). Internet Movie Database. Процитовано 3 жовтня 2013.
4. ↑  Limitless (2011) - Box Office Mojo. www.boxofficemojo.com. Процитовано 11 квітня 2019.
5. ↑  Limitless (англ.). Allrovi. Архів оригіналу за 7 січня 2012. Процитовано 3 жовтня 2013.
6. 1 2  Full cast and crew for Limitless (англ.). Internet Movie Database. Процитовано 3 жовтня 2013.
7. ↑  Limitless (англ.). Rotten Tomatoes. Процитовано 3 жовтня 2013.
8. ↑  Limitless (англ.). Metacritic. Процитовано 3 жовтня 2013.
9. ↑  Область темряви. Кінострічка.Com. Архів оригіналу за 5 жовтня 2013. Процитовано 3 жовтня 2013.
10. ↑  Limitless (англ.). Box Office Mojo. Процитовано 3 жовтня 2013.
11. 1 2  Limitless (англ.). The Numbers. Процитовано 3 жовтня 2013.
12. ↑  Limitless — Ukraine Weekend Box Office (англ.). Box Office Mojo. Процитовано 3 жовтня 2013.
13. ↑  Awards for Limitless (англ.). Internet Movie Database. Процитовано 3 жовтня 2013.